# Sergej Milinković-Savić
Sergej Milinković-Savić (cyr. Сергеј Милинковић-Савић; ur. 27 lutego 1995 w Lleidzie) – serbski piłkarz występujący na pozycji środkowego pomocnika w arabskim klubie Al-Hilal oraz w reprezentacji Serbii.

## Kariera klubowa
Jego pierwszym klubem był juniorski zespół Grazer AK, w którego pierwszym zespole występował jego ojciec, Nikola Milinković. W 2006 dołączył do akademii FK Vojvodina. Profesjonalny kontrakt z drużyną z Nowego Sadu podpisał 26 grudnia 2013. Debiut w dorosłej piłce zaliczył 23 listopada 2013 w 13 rundzie rozgrywek w przegranym 3:0 spotkaniu z FK Jagodina. Pierwszego gola strzelił w wyjazdowym spotkaniu ze Spartakiem Subotica zremisowanym 1:1. W 13 meczach ligowych sezonu 2013/2014 zdobył 3 bramki. Z Vojvodiną w 2014 sięgnął po Puchar Serbii.
W czerwcu 2014 podpisał 5-letni kontrakt z belgijskim KRC Genk. W barwach nowego zespołu zadebiutował 9 sierpnia 2014 w zremisowanym 1:1 spotkaniu z Cercle Brugge, a pierwszą bramkę zdobył w wyjazdowym spotkaniu ze Sportingiem Lokeren – mecz zakończył się remisem 1:1. W 24 ligowych spotkaniach sezonu 2014/2015 pięciokrotnie trafiał do siatki rywali.
31 lipca 2015 potwierdzono transfer Milinkovicia-Savicia do włoskiego S.S. Lazio. Debiut w drużynie zaliczył w spotkaniu fazy kwalifikacyjnej Ligi Mistrzów z Bayerem 04 Leverkusen 18 sierpnia 2015. Pierwszą bramkę w barwach Biancocelesti zdobył w zremisowanym 1:1 spotkaniu fazy grupowej Ligi Europy z Dnipro 17 września 2015, a pierwszego gola w Serie A w zwycięskim 3:1 spotkaniu wyjazdowym z Fiorentiną 9 stycznia 2016. W debiutanckim sezonie we Włoszech w 35 meczach we wszystkich rozgrywkach zdobył 3 bramki, a w drugim zaliczył 40 występów, w których trafiał do siatki siedmiokrotnie.

## Kariera reprezentacyjna
Młodzieżowy reprezentant Serbii. W dorosłej kadrze zadebiutował 10 listopada 2017 w wygranym 2:0 meczu z Chinami.

## Życie prywatne
Sergej urodził się w rodzinie sportowców w Lleidzie w Hiszpanii, gdzie jego ojciec Nikola Milinković występował w lokalnym klubie UE Lleida. Jego matka Milana Savić była zawodową koszykarką. Starszy brat Vanji Milinkovića-Savića.

## Sukcesy

### FK Vojvodina
- Puchar Serbii: 2013/2014

### S.S. Lazio Rzym
- Superpuchar Włoch: 2017, 2019
- Puchar Włoch: 2018/2019

### Reprezentacyjne
- Mistrzostwo Europy U-19: 2013
- Mistrzostwo Świata U-20: 2015